# From Argonavis
From Argonavis (a veces estilizado como from ARGONAVIS, originalmente titulado como Argonavis from BanG Dream! desde 2018 hasta 2021) es una franquicia de medios de comunicación japonesa creada en enero de 2020 por Bushiroad. Una serie de televisión de anime de Sanzigen se emitió del 10 de abril al 3 de julio de 2020 en el bloque Super Animeism. Un juego móvil de ritmo de DeNa titulado Argonavis from BanG Dream! AAside con la banda principal Argonavis se lanzó en Japón el 14 de enero de 2021. Una película de anime recopilatoria titulada Gekijōban Argonavis: Ryūsei no Obligato se estrenó el 19 de noviembre de 2021, y una nueva película de anime titulada Gekijōban Argonavis Axia se estrenará en marzo de 2023.
En noviembre de 2021, se anuncia que el proyecto cambió su nombre de Argonavis from BanG Dream! a From Argonavis, lo que significa que el proyecto ahora es un todo propio en lugar de parte de BanG Dream!.

## Sinopsis
El antiguo nombre de From Argonavis se escribió estilísticamente en mayúsculas (ARGONAVIS from BanG Dream!) para diferenciar el proyecto y los nombres de la banda. Aunque se tituló Argonavis from BanG Dream!, El creador de la franquicia de BanG Dream!, Takaaki Kidani, declaró que no habrá interacción entre las chicas en el BanG Dream principal universo y el nuevo proyecto ya que están en mundos diferentes entre sí. Si bien el proyecto Argonavis se planeó originalmente como una extensión del BanG Dream! franquicia, la recepción mixta a la aparición de personajes masculinos en la franquicia original exclusivamente femenina llevó a Argonavis a convertirse en un proyecto independiente en una continuidad alternativa.
A diferencia del BanG Dream! original que está ambientado en Shinjuku, Tokio, Argonavis from BanG Dream! está ambientado en Hakodate, Hokkaido. Los personajes de la primera banda Argonavis, está formada por cinco estudiantes universitarios de primer año. Comienzan su debut con su "0th Live" que se llevó a cabo el 29 de julio de 2018. El segundo "0th live" se llevó a cabo el 15 de septiembre luego del tercer live el 10 de diciembre del mismo año. Los conciertos se llevaron a cabo en Shimokitazawa GARDEN. La primera canción original de Argonavis, "Steady Goes!" se distribuyó de forma gratuita para quienes asistieron a su primer "0th" live.

## Personajes

### Argonavis
Una banda de estudiantes universitarios con sede en Hakodate, Hokkaido.
Ren Nanahoshi (七星 蓮 Nanahoshi Ren?)
 Seiyū: Masahiro Itō
Yūto Goryō (五稜 結人 Goryō Yūto?)
 Seiyū: Daisuke Hyūga
Wataru Matoba (的場 航海 Matoba Wataru?)
 Seiyū: Seiji Maeda
Rio Kikyō (桔梗 凛生 Kikyō Rio?)
 Seiyū: Shūta Morishima
Banri Shiroishi (白石 万浬 Shiroishi Banri?)
 Seiyū: Shohei Hashimoto

### Gyroaxia
Una banda de estudiantes universitarios con sede en Sapporo, Hokkaido.
Nayuta Asahi (旭 那由多 Asahi Nayuta?)
 Seiyū: Jin Ogasawara
Kenta Satozuka (里塚 賢汰 Satozuka Kenta?)
 Seiyū: Shinichi Hashimoto
Reon Misono (美園 礼音 Misono Reon?)
 Seiyū: Takumi Mano
Ryo Akebono (曙 涼 Akebono Ryō?)
 Seiyū: Hiroto Akiya
Miyuki Sakaigawa (界川 深幸 Sakaigawa Miyuki?)
 Seiyū: Kōsuke Miyauchi

### Fantôme Iris
Una banda Visual kei de Nagoya. Van por nombres artísticos durante las vidas. Los miembros son todos adultos que trabajan.
Felix Louis-Claude Mont D'or / FELIX (フェリクス・ルイ＝クロード・モンドール Ferikusu Rui＝Kurōdo Mondōru?)
 Seiyū: Arthur Lounsbery
Tomoru Kurokawa / LIGHT (黒川 燈 Kurokawa Tomoru?)
 Seiyū: Masaya Wada
Jun Suzaki / ZACK (洲崎 遵 Suzaki Jun?)
 Seiyū: Jun Fukuyama
Koharu Mitsurugi / HARU (御劔 虎春 Mitsurugi Koharu?)
 Seiyū: Tsubasa Yonaga
Daimon Kusunoki / D (楠 大門 Kusunoki Daimon?)
 Seiyū: Taiyō Ayukawa

### Fujin Rizing
Una banda de ska de estudiantes universitarios con sede en Nagasaki.
Futa Kaminoshima (神ノ島 風太 Kaminoshima Futa?)
 Seiyū: Yoshiki Nakajima
Yamato Tsubaki (椿 大和 Tsubaki Yamato?)
 Seiyū: Makoto Kaneko
Kohei Hayasaka (早坂 絋平 Hayasaka Kohei?)
 Seiyū: Atsushi Abe
Aoi Wakakusa (若草 あおい Wakakusa Aoi?)
 Seiyū: Kōdai Sakai
Misaki Goto (五島 岬 Goto Misaki?)
 Seiyū: Hiroyuki Yoshino

### Epsilon Phi
Una banda de techno pop de Kioto compuesta por estudiantes de secundaria y preparatoria.
Shu Ujigawa (宇治川 紫夕 Ujigawa Shuu?)
 Seiyū: Yūki Sakakihara
Haruka Nijō (二条 遥 Nijō Haruka?)
 Seiyū: Gakuto Kajiwara
Kanata Nijō (二条 奏 Nijō Kanata?)
 Seiyū: Taichi Ichikawa
Tadaomi Kurama (鞍馬 唯臣 Kurama Tadaomi?)
 Seiyū: Kei Minegishi
Reiji Karasuma (烏丸 玲司 Karasuma Reiji?)
 Seiyū: Shinnosuke Tachibana

## Contenido de la obra

### Anime
El 4 de noviembre de 2019 se anunció una adaptación de anime para la franquicia. La serie está animada por Sanzigen y dirigida por Hiroshi Nishikiori, con Nobuhiro Mōri a cargo de la composición de la serie, Hikaru Miyoshi diseñando los personajes y Ryō Takahashi componiendo la música de la serie. Se emitió del 10 de abril al 3 de julio de 2020 en el bloque Super Animeism en MBS, TBS y otros canales. Muse Communication obtuvo la licencia de la serie en Asia-Pacífico.

### Películas
Durante el evento en línea 'NaviZome' de Argonavis AAside New Year Live-Streamed el 9 de enero de 2021, se anunció que se está produciendo un nuevo proyecto de película de anime. Una película recopilatoria titulada Gekijōban Argonavis: Ryūsei no Obligato también se anunció y estrenó el 19 de noviembre de 2021. El nuevo proyecto de película de anime, titulado Gekijōban Argonavis Axia, se estrenó originalmente en los cines japoneses en el tercer trimestre de 2022, pero luego se retrasó al 4 de noviembre de 2022 y luego al 24 de marzo de 2023.

### Videojuegos
El 14 de enero de 2021 se lanzó un juego de ritmo móvil desarrollado por DeNa titulado Argonavis from BanG Dream AAside (con AA pronunciado como Doble A). El juego contó con otras tres bandas además de Argonavis y Gyroaxia: Fantôme Iris, Fuuzin Rizing! y εpsilonΦ . Inicialmente, se planeó para un lanzamiento a fines de 2020 antes de posponerse hasta la primavera de 2021 para continuar con el desarrollo y garantizar un mejor producto.